# Judea i Samaria
Judea i Samaria (hebr.: יהודה ושומרון, Jehuda we-Szomeron) – jednostka administracyjna w Izraelu na obszarze okupowanego Zachodniego Brzegu pozostająca pod administracją Centralnego Dowództwa Sił Obronnych Izraela. W 2011 roku zamieszkiwało ją 334 564 Izraelczyków, z kolei w 2018 roku było to 435 708 osadników (bez Wschodniej Jerozolimy). Według szacunków organizacji B'Tselem na Zachodnim Brzegu, łącznie ze Wschodnią Jerozolimą, żyje ponad 620 000 Izraelczyków pośród ponad 2 300 000 arabskich mieszkańców tych ziem (szacowana populacja 07.2021 r.).
Tereny te zazwyczaj są nazywane Zachodnim Brzegiem, jednak ich historycznymi i biblijnymi nazwami są Judea i Samaria.
W myśl izraelsko-palestyńskiego tymczasowego porozumienia o Zachodnim Brzegu i Strefie Gazy (tzw. II porozumienie z Oslo, 1995) Zachodni Brzeg podzielony jest na 3 strefy: A (palestyńska kontrola nad bezpieczeństwem i administracją, ok. 18% Zachodniego Brzegu), B (izraelski nadzór nad bezpieczeństwem, palestyńska administracja, 21% obszaru) i C (izraelska kontrola nad administracją i bezpieczeństwem, ok. 61%). M.in. osiedla żydowskie, Jerozolima czy kwestie granic zostały wyłączone spod palestyńskiej jurysdykcji, również izraelscy obywatele na Zachodnim Brzegu zostali wyjęci spod tej jurysdykcji. Zarząd Wojskowy w myśl porozumienia, skupiać będzie władzę wykonawczą, prawodawczą i sądową na obszarach niebędących w gestii władz Autonomii Palestyńskiej.

## Administracja w dystrykcie
Dystrykt jest uważany za wydzieloną jednostkę administracyjną przez rząd. Władzę na tym terenie sprawuje specjalnie wydzielona struktura w ramach Sił Obronnych Izraela, czyli Zarząd Wojskowy na Terytoriach. Jest on odpowiedzialny za wdrażanie polityki rządowej we współdziałaniu z administracją rządową i Ministerstwa Obrony na terytoriach Zachodniego Brzegu i Strefy Gazy. Jest to również struktura odpowiedzialna za współpracę i łączność z władzami Autonomii Palestyńskiej oraz społecznością palestyńską w terenie.
Główną aktywnością Zarządu jest:
- koordynacja spraw cywilnych (nawiązywanie i utrzymywanie kontaktów z odpowiednimi strukturami po stronie palestyńskiej na terenie Zachodniego Brzegu i Strefy Gazy),
- koordynacja spraw związanych z bezpieczeństwem (zapewnianie współpracy policji izraelskiej i armii z palestyńskimi strukturami bezpieczeństwa),
- współpraca międzynarodowa w regionie (utrzymywanie kontaktów z organizacjami międzynarodowymi, realizacja projektów międzynarodowych, kontakt z organizacjami pozarządowymi w regionie),

Wypełnianiem wspomnianych powyżej obowiązków zajmuje się Administracja Cywilna w Judei i Samarii. Znajduje się ona pod zwierzchnictwem wojska, ale wykonuje wszystkie powierzone zadania. W jej strukturach pracują cywile i wojskowi. Administracja współpracuje z palestyńską administracją i społeczeństwem oraz z izraelskimi osadnikami.  

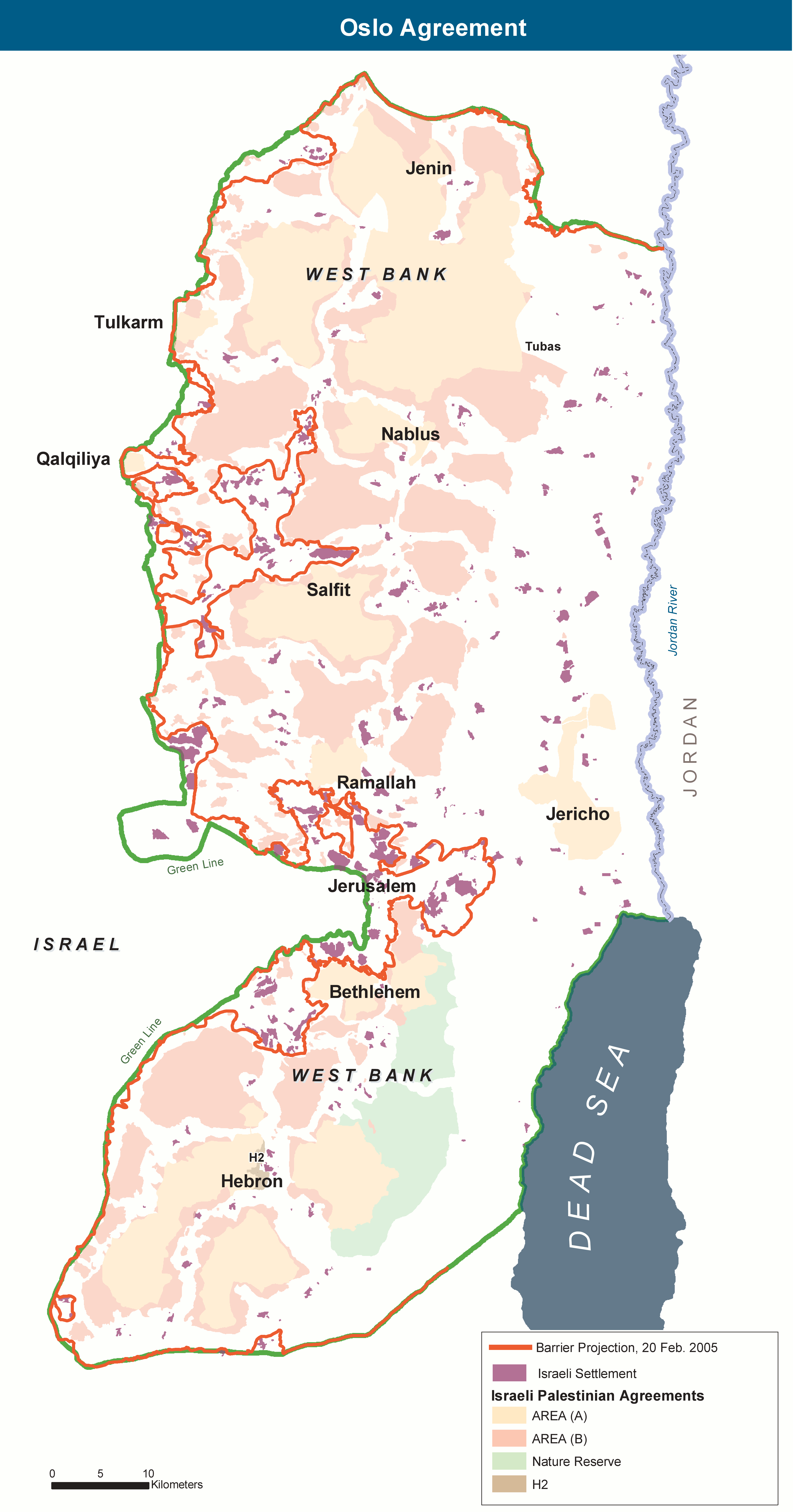
Podział Zachodniego Brzegu w myśl porozumień z Oslo

Administracja Cywilna posiada swoje przedstawicielstwa w następujących miastach na Zachodnim Brzegu:
- Hebron
- Betlejem
- Jerozolima
- Jerycho
- Ramallah
- Efraim
- Nablus
- Dżanin

Do obszarów działalności i odpowiedzialności Administracji Cywilnej zalicza się: archeologię, rolnictwo, wycenianie, zatrudnienie, egzekwowanie prawa, ekonomię, elektryczność, ochronę środowiska, budżet, ochronę zdrowia, przemysł i handel, infrastrukturę drogową, nadzorowanie, kontakt z organizacjami międzynarodowymi, rejestrację ziemi, ochronę mienia, komunikację, rezerwaty i parki narodowe, planowanie, rejestr ludności, sprawy religijne, transport publiczny, zaopatrzenie w wodę, ochronę socjalną.

## Miasta
| Nazwa miasta   | nazwa hebrajska | nazwa arabska | Rok powstania | ludność (2011) | ludność (2014) | ludność (2017) | ludność (2020) |
| -------------- | --------------- | ------------- | ------------- | -------------- | -------------- | -------------- | -------------- |
| Modi’in Illit  | מודיעין עילית   | موديعين عيليت | 1996          | 52 060         | 63 190         | 70 081         | 78 193         |
| Ma’ale Adummim | מעלה אדומים     | معاليه أدوميم | 1975          | 36 089         | 37 400         | 37 817         | 37 868         |
| Betar Illit    | ביתר עילית      | بیتار ایلیت   | 1985          | 39 710         | 46 870         | 54 557         | 60 740         |
| Ari’el         | אריאל           | اريئيل        | 1978          | 17 849         | 18 390         | 19 626         | 20 489         |

Źródło: B’tselem, Statistics on Settlements and Settler Population,  (dostęp: 04.06.2019); אוכלוסייה ביישובים שבהם 2,000 תושבים ויותר - אומדנים ארעיים לסוף ספטמבר 2020, (dostęp: 11.11.2020).

## Samorządy lokalne
| Poddystrykt     | Miasta                                                  | Samorządy lokalne | Samorządy regionów                                                                    |
| --------------- | ------------------------------------------------------- | --- | ------------------------------------------------------------------------------------- |
| Judea i Samaria | - Modi’in Illit - Ma’ale Adummim - Betar Illit - Ari’el | - Alfe Menasze - Bet Arje - Bet El - Efrat - Elkana - Giwat Ze’ew - Har Adar - Immanu’el - Karne Szomeron - Kedumim - Kirjat Arba - Ma’ale Efrajim - Oranit | - Gusz Ecjon - Har Chewron - Matte Binjamin - Megillot - Szomeron - Bika’at ha-Jarden |